# アニリン塩酸塩
アニリン塩酸塩（アニリンえんさんえん、Anilinium chloride）は、芳香族アンモニウム塩の一つで、白色板状の結晶。アニリンと塩酸との反応で得られる。

## 概要
アニリン塩酸塩は弱塩基であるアニリンと塩酸の塩であり、先に述べたようにアニリンと濃塩酸を反応させると得られる。
{\displaystyle {\ce {C6H5NH2\ + HCl -> C6H5N^+ H3Cl^-}}}
また、実験室的なアニリン生成法としてニトロベンゼンをスズと塩酸によって還元する方法があるが、この際に、生じたアニリンと過剰の塩酸とが反応して一時的に生成することがある。
{\displaystyle {\ce {2C6H5NO2\ + 3Sn\ + 14HCl -> 2C6H5N^+ H3Cl^- \ + 3SnCl4\ + 4H2O}}}
生じたアニリン塩酸塩にアニリンよりも強い塩基を反応させれば、アニリンを遊離することが可能である。
{\displaystyle {\ce {C6H5N^+ H3Cl^- \ + NaOH -> C6H5NH2\ + NaCl\ + H2O}}}
アニリン塩酸塩は染料の中間体として利用される。アニリン塩酸塩を繊維に染み込ませ、繊維上で酸化すると、アニリンブラックという不溶性の黒色染料となり、染色できる。また、亜硝酸を5度以下で反応させ、塩化ベンゼンジアゾニウムを生成した上で、フェノール塩と混合するとジアゾカップリングが起きて赤～黄色の色が着き、染色できる。
{\displaystyle {\ce {C6H5N^+ H3Cl^- \ + HNO2 -> C6H5N^+ NCl^- \ + 2H2O}}}
{\displaystyle {\ce {C6H5N^+ NCl^- \ + C6H5ONa -> C6H5\ - N=N\ - C6H4OH}}} (p-ヒドロキシアゾベンゼン)